# Península de Santa Elena
La península de Santa Elena es una península de Costa Rica, ubicada en la provincia de Guanacaste, en la región más noroccidental del país, sobre el océano Pacífico, entre la bahía de Junquillal y el golfo de Papagayo, que la separa de la península de Nicoya. Su origen geológico es muy antiguo, por lo que presenta un relieve de salidas y entrantes en sentido perpendicular a la costa, lo que le da al litoral características rocosas, con abundantes acantilados y numerosas bahías. En ella se encuentra el cabo Santa Elena, punto extremo occidental del territorio nacional.

## Geología
Geológicamente y junto con la península de Nicoya, constituye uno de los basamentos más antiguos de esta nación centroamericana, Su emersión se ha calculado en 80 millones de años. Sobre su superficie se encuentran expuestas rocas del manto terrestre (peridotitas y dunitas) provenientes de la profundidad de la Tierra, además de rocas sedimentarias en diversas posiciones y ángulos, lo que demuestra el dinamismo de la evolución geológica del país. Debido a esto, se le considera un icono geológico nacional, cuyo estudio fue declarado de interés público mediante el Decreto Ejecutivo N.º 36574 del 9 de agosto de 2011.